# Mindre vårtorm
Mindre vårtorm (Acrochordus granulatus) hittas från Indien bortigenom sydöstra Asien ända till Salomonöarna.
Den är en vattenlevande orm, ogiftig och inte farlig för människor. Den gör inte försök att ens bitas när den fiskas up av fiskare. Mindre vårtorm blir könsmogen vid cirka 70 centimeters längd och dess maximallängd är runt 125 centimeter. Ungarna föds i augusti, Honorna lägger ägg. Ormen är den minsta i familjen vårtormar (Acrochordidae) och är mörkbrun till färgen med svarta sicksack-band eller ränder. Födan består mestadels av fiskar. Ormen är nattaktiv.

## Levnadssätt
Mindre vårtorm lever för det mesta i saltvatten, men den brukar också leva i sötvatten på grunda bottnar.